# Subulata (spel)
Subulata is een spel waarbij beide spelers de beschikking krijgen over een groep zogenaamde Subulata's.
De naam Subulata is afgeleid van de wetenschappelijke soortnaam van de doornsprinkhaan zeggendoorntje (Tetrix subulata). Deze sprinkhaan kan zowel op het wateroppervlak als onder water goed zwemmen wat een opmerkelijke eigenschap is voor een sprinkhaan. In het spel is voor Subulata's het water altijd blauwer aan de andere kant van de vijver. Daarom wordt geprobeerd de tegenoverliggende hoek te bereiken. De witte Subulata's hebben liever lichter water, terwijl de zwarte Subulata's liever donker water hebben.

## Het bord en het plaatsen van de stukken
De vijver (het bord) wordt willekeurig opgebouwd uit 9 vierkante tegels (van 3 bij 3). Bij de start van het spel moet elke speler de Subulata's plaatsen in de eigen starthoek. Bij het bordspel zijn dit 9 Subulata's, bij de online versie 7. De Subulata's worden genummerd van 1 t/m 7 of 9, afhankelijk welke versie je speelt. De tegenstander ziet niet welke waarde een Subulata heeft en het is belangrijk om die waarde geheim te houden.

## Bewegen van de stukken
De spelers zijn om beurten aan zet. Wit begint. In elke beurt kies je één van je eigen Subulata's om te bewegen in een rechte lijn (niet diagonaal). Je beweegt alleen verticaal of horizontaal vooruit richting de tegenoverliggende hoek van de vijver, dus of naar links of naar boven (en niet diagonaal). Het water, de bloemen en de bladen bepalen hoe ver je beweegt: 
- Als de Subulata in het water zwemt, dan beweeg je altijd 1 veld vooruit.
- Als de Subulata op een bloem staat, dan spring je altijd 2 velden vooruit.
- Als de Subulata op een blad staat, dan spring je altijd 3 velden vooruit.

Een Subulata kan over andere Subulata's springen. Je zet mag niet eindigen op een veld met één van je andere Subulata's. Als je Subulata eindigt op een veld met een Subulata van je tegenstander, dan gaat de Subulata van je tegenstander uit het spel (je krijgt het nummer niet zien). Als je een Subulata slaat, mag je zet achterwaarts gaan (niet diagonaal)! Dat is tevens de enige manier waarop je achteruit mag bewegen. Slaan mag altijd, ook al heeft de tegenstander zijn Subulata al in het eindgebied staan; slaan is echter niet verplicht.
In de onderstaande figuur is wit aan zet. De Subulata met nummer 4 kan zowel voor- als achteruit slaan. Maar mag niet naar de plek waar een Subulata van zijn eigen kleur staat. Als wit de zwarte Subulata slaat op E6, dan kan zwart de volgende beurt die Subulata weer (achteruit) slaan met zijn Subulata op E5.

## Einde van het spel
Het spel eindigt direct zodra: 
- een speler alleen Subulata's op de eind-tegel of geen stukken meer op het bord heeft, of zodra
- een speler een zet moet doen maar geen enkele Subulata kan bewegen.

Aan het einde zijn de nummers op jouw Subulata's op de eind-tegel punten voor je eindscore. Daarbij wordt opgeteld één punt voor elke Subulata die jij van je tegenstander hebt geslagen. Degene met de meeste punten wint. Het is gelijkspel als beide spelers evenveel punten hebben.
In bovenstaande figuur zie je dat het gelijkspel is geworden. Ondanks dat wit meer zwarte stukken heeft geslagen; zwart heeft namelijk meer Subulata's en totaal meer punten in zijn eindgebied gebracht. Zwart heeft 8 punten in het eindvak, wit 6 punten. Maar wit heeft 2 Subulata's meer geslagen, wat dit verschil opheft.

## Strategie
Je beginopstelling kan het verloop van het spel behoorlijk beïnvloeden. Zet je je Subulata’s met hoge waarden helemaal vooraan, dan heb je een grote kans dat deze door je tegenstander geslagen worden. Zet je ze daarentegen helemaal achteraan, dan is de kans groot dat je ze aan het eind van het spel niet aan de overkant hebt kunnen krijgen en leveren ze evenmin punten op.
Het is verstandig om je Subulata’s niet een voor een naar de overkant te verplaatsen, maar in groepjes. Hierdoor kun je je voorste spelfiguren ondersteunen en kun je eventueel direct terugslaan.
Als je enkele Subulata’s een tijdje achterin houdt, kun je voorkomen dat je tegenstander snel aan de overkant komt. Wacht echter niet te lang met het verplaatsen, want dan staan er wellicht te veel tegenstanders op je route naar de overkant.
Timing in het spel is ontzettend belangrijk. Het spel stopt namelijk als een van de spelers niet meer kan zetten. Zorg dat je op tijd je goede stukken binnen hebt, om niet voor verrassingen te komen staan. Denk er bijvoorbeeld om dat achteruit slaan een vertraging van 2 zetten kan betekenen.